# سلطان محمود بن نظام الدین یحیی
سلطان محمود (حدود ۱۴۶۴م - حدود ۱۵۴۳م) آخرین مالک ملوک مهربانی سیستان از حدود سال ۱۳۹۰ بود. ۱۴۹۵ تا ج. 1537.

## زندگی‌نامه
سلطان محمود فرزند نظام الدین یحیی و خواهر سلطان تیموری ابوسعید بود.
نظام الدین یحیی در سال ۱۴۸۰ در حالی که بیشتر سیستان را به تیموریان از دست داده بود، درگذشت. قلمروهای او به منطقه کوهستانی هم‌مرز با بلوچستان محدود شد. وراثت به برادر ناتنی سلطان محمود شمس الدین محمد رسید، اما او به سرعت ثابت کرد که قادر به حکومت نیست. در نتیجه، سلطان محمود کنترل مؤثر دولت را به دست گرفت. او قصد داشت سیستان را بازپس گیرد و به پایتختی شهر سیستان لشکر کشید، اما هنگام عبور از رود هیرمند از سپاه تیموری شکست خورد و نزدیک بود غرق شود.
تغییر در رهبری تیموریان سیستان، همراه با درخواست‌های محلی برای بازگشت مهرابانیان، سلطان محمود و شمس الدین محمد را بر آن داشت تا دوباره برای تسخیر استان تلاش کنند. این بار موفق شدند و برادران به شهر سیستان نقل مکان کردند. با این حال، حکومت مشترک برای مدت طولانی دوام نیاورد، زیرا اربابان محلی و فرماندهان نظامی به‌طور فزاینده ای از شمس الدین محمد ناراضی شدند. سرانجام این دومی خلع شد و سلطان محمود به‌طور رسمی مالکیت یافت.

### روابط با ازبکان و صفویان
در سال ۱۵۰۷ شیبانی ازبک محمد شیبانی به حکومت تیموریان در خراسان پایان داد و هرات را اشغال کرد. سپس محمد شیبانی لشکری را به فرماندهی برادرزاده خود شاه منصور بخشی فرستاد تا سیستان را تصرف کند. سلطان محمود به توصیه مشاورانش پایتخت را رها کرد و به سمت سرزمین‌های مرزی نزدیک مکران رفت، جایی که ازبک‌ها درگیر آن‌ها بودند. او دو سال بعد را در آنجا گذراند و منتظر فرصتی برای ضربه زدن به ازبک‌ها بود.
در پاییز ۱۵۱۰، سلطان محمود عاقلانه تشخیص داد که یک حمله را انجام دهد. با عبور از هلمند، ارتش او توانست ازبک‌ها و متحدان محلی آنها را غافلگیر و شکست دهد. شاه منصور بخشی کشته شد و مهرابانیان توانستند شهر سیستان را دوباره اشغال کنند. تقریباً در همان زمان صفویان به خراسان حمله کرده بودند و محمد شیبانی و سپاهش را شکست دادند. سلطان محمود تصمیم گرفت که تسلیم شاه اسماعیل صفوی شود و به سوی هرات که شاه در آنجا اقامت داشت رهسپار شد. وی تابع اسماعیل شد و پس از آن سرانجام به او اجازه بازگشت به سیستان داده شد.
سلطان محمود به عنوان یک دست نشانده صفوی، ملزم به استفاده از مناسک شیعه در سیستان بود، اقدامی که در استان سنتی سنی نشین به شدت ناپسند بود. او همچنین باید حضور قزلباش‌ها در سیستان و وکیل یا نماینده شاه به نام میر پیرقلی را می‌پذیرفت. وکیل ده سال در سیستان ماند. در این مدت سلطان محمود از شهر سیستان کوچ کرد و در قلعه تراقون مستقر شد. برنامه تعمیر چند قلعه دیگر در این استان نیز آغاز شد.

## سالهای گذشته
نارضایتی محلی از قزلباش‌ها و میر پیرقلی، سلطان محمود را بر آن داشت تا به آنها رشوه بدهد تا سیستان را برای مناطق مرزی رها کنند. در نتیجه نفوذ صفویه بر سیستان به‌طور موقت کاهش یافت. اما در این زمان، مالک از حکومت خسته شده بود. او تلاش کرد تا قدرت را به دامادش مالک یحیی منتقل کند، اما این حرکت ناکام ماند و مرگ چند تن از اعضای خانواده محرابانی باعث شد که کسی جانشین او نباشد. سرانجام او کنترل مؤثر حکومت را به مردی که با خاندان محرابانی، امیر محمد محمودی در ارتباط بود، سپرد و خود را به زندگی خوش در طارقون سپرد. این رویدادها به تضعیف دولت مرکزی کمک کرد: دزدان به یک مشکل تبدیل شدند و حداقل یکی از مقامات محلی علیه حکومت مهرابانی قیام کرد.
توسط ج. ۱۵۳۷ شاه طهماسب صفوی تصمیم گرفت سیستان را کنترل کند. او یک وکیل به این ولایت فرستاد و کنترل مستقیم چهار ولسوالی را به او سپرد. سلطان محمود از این تغییرات خوشش نیامد و سیستان را به مقصد هند رها کرد و در آنجا مورد استقبال همایون امپراتور مغول قرار گرفت و به مدت پنج سال فرمانداری لاهور را به عهده گرفت. در پایان این زمان به ایران بازگشت و یک سال در دربار شاه صفوی در قزوین گذراند و در حدود سال ۱۵۴۳ در آنجا درگذشت. گرچه اعضای خانواده محرابانی از او جان سالم به در بردند، سیستان از این پس تحت کنترل وکیل صفوی بود.